# Alois Schindler (Fußballspieler)
Alois Schindler (* 15. November 1948) ist ein ehemaliger deutscher Fußballspieler und -trainer.

## Karriere
Schindler begann seine Karriere beim 1. FC Normannia Gmünd, nach dem Aufstieg Ende der 1960er Jahre  spielte die Mannschaft zu Beginn der 1970er Jahr unter Trainer Lothar Weise um den Titel in der drittklassigen 1. Amateurliga Nordwürttemberg. Dabei wurde die Mannschaft in der Spielzeit 1971/72 Vizemeister hinter dem SSV Ulm 1846. Damit qualifizierte sie sich für die Deutsche Amateurmeisterschaft 1972, in der sie erst im Halbfinale gegen den späteren Titelträger FSV Frankfurt ausschied.
1973 wechselte Schindler zu den Stuttgarter Kickers, für die er bis 1977 134-mal in der Regionalliga Süd und der 2. Bundesliga zum Einsatz kam und dabei vier Tore erzielte. 1977 wechselte der Verteidiger zum Heidenheimer SB.
Nach seiner Karriere kehrte Schindler wieder in seinen Heimatort Schwäbisch Gmünd zurück und arbeitete in der näheren Umgebung als Trainer, u. a. war er beim 1. FC Germania Bargau und dem TSV Waldhausen tätig.